# Crouy-sur-Cosson
Crouy-sur-Cosson é uma comuna francesa na região administrativa do Centro, no departamento de Loir-et-Cher. Estende-se por uma área de 28,37 km². Em 2010 a comuna tinha 558 habitantes (densidade: 19,7 hab./km²).